# 拉沙佩勒蒂勒伊
拉沙佩勒蒂勒伊（法語：La Chapelle-Thireuil，法語發音：[la ʃapɛl tiʁœj]）是法国德塞夫勒省的一个旧市镇，属于帕尔特奈区。2019年，拉沙佩勒蒂勒伊与市镇勒伯尼翁合并为新市镇伯尼翁-蒂勒伊。

## 地理
拉沙佩勒蒂勒伊（46°33'29"N, 0°33'24"W）面积17.12 平方千米，位于法国新阿基坦大区德塞夫勒省，该省份为法国西部内陆省份，北起曼恩-卢瓦尔省，西接旺代省，南至夏朗德省和滨海夏朗德省，东临维埃纳省。
与拉沙佩勒蒂勒伊接壤的市镇（或旧市镇、城区）包括：阿尔丹、勒伯尼翁、勒比索、弗尼乌、皮阿尔迪。

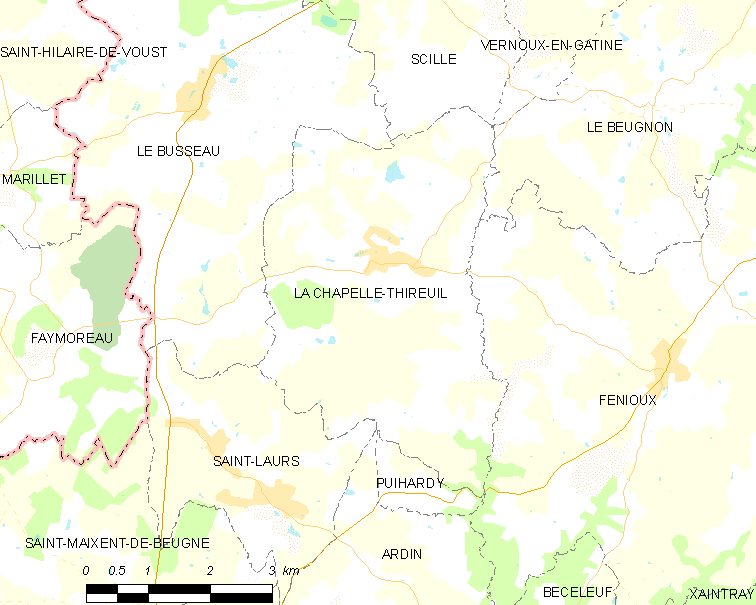
拉沙佩勒蒂勒伊的OSM定位图

拉沙佩勒蒂勒伊的时区为UTC+01:00、UTC+02:00（夏令时）。

## 行政
拉沙佩勒蒂勒伊的邮政编码为79160，INSEE市镇编码为79077。

## 政治
拉沙佩勒蒂勒伊所属的省级选区为欧蒂兹-埃格赖县。

## 人口

1962-2008年间拉沙佩勒蒂勒伊人口变化图示

拉沙佩勒蒂勒伊于2018年1月1日时的人口数量为447人。